# Leila Guerriero
Leila Guerriero (Junín, 17 de febrer de 1967) és una periodista i editora argentina, resident a Buenos Aires des de 1984.

## Biografia
Es va iniciar en el periodisme l'any 1992, com a redactora a Página/30, revista mensual del diari Página/12. Formada en turisme, sempre va tenir clar que volia viure d'escriure.
Ha col·laborat tant a la premsa del seu país (La Nación, Rolling Stone, Anfibia), com d'Espanya (suplement cultural Babelia, d'El País i Vanity Fair), Colombia (Gatopardo on fa d'editora) i de Xile (El Mercurio), a més d'un grapat de mitjans internacionals. Actualment, té una col·laboració dominical a la Cadena SER. La seva obra s'ha traduït a l'anglès, l'italià, el portuguès, l'alemany, fel francès i el polonès. És considerada, una de les mestres de la literatura de no-ficció o periodisme narratiu.

## Obres
- Los suicidas del fin del mundo. Crónica de un pueblo patagónico, 2005
- Frutos extraños, cròniques reunides 2001-2008; Alfaguara, 2009
- Los malditos, editora; Ediciones UDP, 2011
- Plano americano, 21 perfils d'artistes publicats originalment en diversos mitjans; Ediciones UDP[4]
- Una historia sencilla; Anagrama, 2013
- Zona de Obras, Circulo de Tiza, 2014
- Teoría de la gravedad, Libros del Asteroide, 2019
- Opus Gelber, Retrato de un pianista, Anagrama, 2019
- La otra guerra, Nuevos Cuadernos Anagrama, 2021
- La llamada. Un retrato. Anagrama 2024

## Premis i reconeixements
- Premi Fundació Nou Periodisme (2010), pel seu article «Rastro en los huesos», crònica de la dictadura argentina.
- Premi César González-Ruano (2013)
- Premi Konex (2014): Diploma al Mèrit, disciplina «Cròniques i Testimonis».
- XIV Premi internacional de Periodisme Manuel Vázquez Montalbán.